# Perry Park
Perry Park – stadion w Brisbane przeznaczony do rozgrywania meczów piłki nożnej.
Teren dla potrzeb sportowych wykorzystywany był już w pierwszej połowie XX wieku, grano na nim w krykieta i futbol australijski. Podczas II wojny światowej służył jako obóz wojskowy.
Obecny stadion piłkarski ma pojemność 5000 osób. Jest siedzibą i domowym obiektem klubu Brisbane Strikers występującego w National Premier Leagues Queensland.